# Aabybro
Aabybro (ook geschreven als Åbybro), is een plaats en voormalige gemeente in het noorden van Denemarken. De plaats maakt sinds 2007 deel uit van de gemeente Jammerbugt in de regio Noord-Jutland.

## Voormalige gemeente
De oppervlakte van de gemeente Aabybro bedroeg 170,88 km², en telde in 2005 11.388 inwoners. De gemeente omvatte enige eilanden in het Limfjord. De plaats Aabybro telde in 2006 4876 inwoners. In 1953 was het bevolkingsaantal nog 1188.
De naam van de plaats wordt officieel met Å geschreven, Åbybro, de gebruikelijke schrijfwijze is echter met dubbel aa.
- Virtual International Authority File: 5035148122901695200000
- WorldCat: E39PBJv4pkwvG8tkp6pf3DyGHC